# Thỏ trắng (điêu khắc)
Thỏ trắng là một tiếng lóng trong ngành điêu khắc chỉ những người non nớt, ít kinh nghiệm, bắt nguồn từ một câu chuyện đã thành giai thoại về thỏ trắng trinh nguyên trong đối đáp.

## Giai thoại
Năm 1892, trong khi cộng đồng nghệ thuật Chicago hết sức bận rộn chuẩn bị cho Triển lãm Quốc tế Colombian 1893, Trưởng kiến trúc sư Daniel Burham bày tỏ băn khoăn với điêu khắc gia Lorado Taft rằng tượng điêu khắc trang trí cho tòa nhà có thể sẽ không hoàn thành kịp mất. Taft hỏi liệu ông có thể thuê một số sinh viên nữ làm trợ lý cho công trình này được không. Vào thời bấy giờ, phụ nữ làm điêu khắc chưa được thực sự công nhận. Burham đã trả lời với một câu nói trở thành kinh điển: "Thuê bất cứ ai, kể cả thỏ trắng nếu họ làm được công việc".
Từ câu nói này, một nhóm nữ điêu khắc gia tài năng có cơ hội thành danh, như Enid Yandell, Evelyn Beatrice Longman, Carol Brooks MacNeil, Bessie Potter Vonnoh, Janet Scudder, và Julia Bracken, và họ giữ lại cái tên "Thỏ trắng" ấy. Sau này, một cựu sinh viên tên Francis Loring phát biểu rằng Taft đã lợi dụng tài năng của các sinh viên để đẩy cao sự nghiệp của mình. Tuy nhiên, lịch sử công nhận rằng Taft đã có công giúp nâng cao vị thế của phụ nữ làm điêu khắc.